# Máximo José Kahn
Máximo José Kahn (Fráncfort del Meno, 1897-Buenos Aires, 1953) fue un escritor, ensayista y novelista de origen judeo-alemán nacionalizado español en 1934 y radicado en Argentina en 1944.

## Biografía
Nacido en la ciudad alemana de Fráncfort del Meno, llegó a España en 1920 y se instaló en Madrid y más tarde en Toledo, donde residió diez años. Nacionalizado español, adoptó la lengua española como su idioma literario en lo sucesivo. Se casó con Trudis Blumenfeld. Trabajó en distintas actividades. 
Publicó artículos en La Gaceta Literaria y en Revista de Occidente bajo el pseudónimo Medina Azara. Estuvo muy relacionado con los círculos intelectuales anteriores a la guerra civil de 1936-1939. Especialista en la cultura judeo-española. Ensayista, traductor y novelista. Cónsul honorario de la II República Española en Salónica y posteriormente en Atenas. Durante la guerra civil publicó en Hora de España y se exilió en México, donde aparecieron algunas novelas suyas y todos los que le conocieron apenas pueden referir otra cosa de él que su infinita bondad. 
Tras el final de la guerra civil española no regresó nunca más a España, emigrando hacia Argentina, donde residió en su capital, Buenos Aires, desde 1944 hasta su fallecimiento en 1953.  

## Obras
- Apocalipsis hispánica, México, Editorial América, 1941
- Año de noches, Buenos Aires, Imán, 1944
- La Contra-Inquisición. Buenos Aires, Imán, 1945
- Efraín de Atenas, Buenos Aires, Santiago Rueda, 1950
- (con Juan Gil-Albert) Yehudá Haleví, Ediciones Júcar. Gijón, 1987 (ISBN 84-334-3063-7)
- Arte y Tora. Exterior e interior del judaísmo, Renacimiento, 2012.